# Basse-Vigneulles
Pour les articles homonymes, voir Vigneulles.
Le village de Basse-Vigneulles est une ancienne commune française du département de la Moselle. Il est rattaché à Haute-Vigneulles depuis 1810.

## Géographie
Le village se trouve dans le pays de Nied, à la droite de la Nied allemande.

## Toponymie
- Basse-Vigneulles : Nidrevilla (1121), Nydervilla (1240), Nyderville (1420), Nider-fillen et Niderfillen (1688), Basse-Vignuelle ou Niederfilen (1779), Basse Vigneulle (1793). Niederfillen en allemand[1].

## Histoire
Dépendait avant 1790 des Trois-Évêchés, dans le bailliage de Vic.
Basse-Vigneulles est administrativement rattaché au village voisin de Haute-Vigneulles depuis 1810.
Vers 1817, ce village comptait une population de 234 individus, 36 maisons, 2 moulins ; un territoire productif de 401 hectares, dont 67 en bois et 7 en friches.

## Démographie
| 1793 | 1800 | 1806 |
| ---- | ---- | ---- |
| 163  | 202  | 243  |

## Lieux et monuments
- Chapelle Sainte-Croix datant de 1705 : autels XVIIIe siècle, tableau des 14 saints auxiliaires, pietà XVe siècle